# Vágújhelyi járás

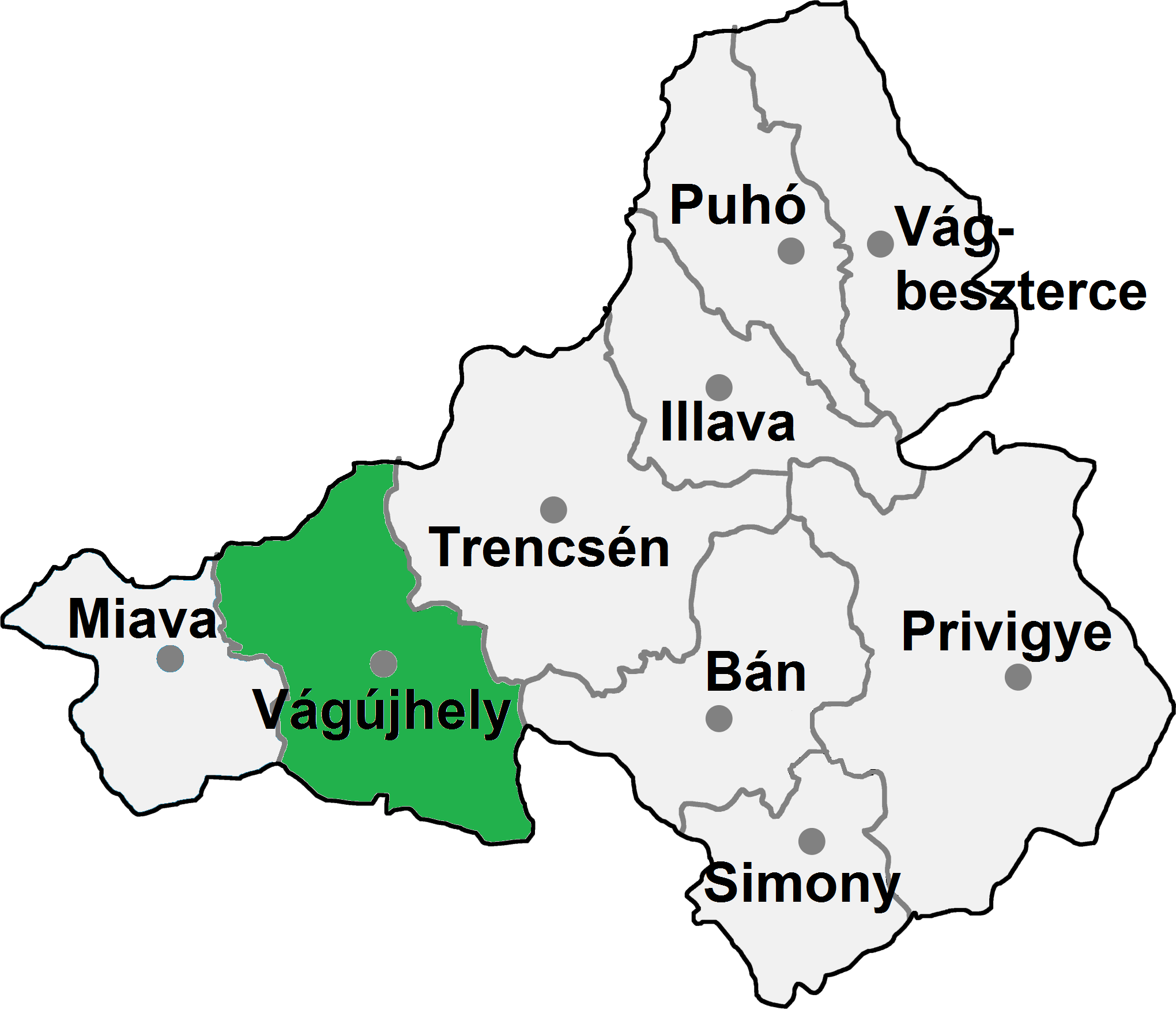
A Vágújhelyi járás

Az Vágújhelyi járás (Okres Nové Mesto nad Váhom) Szlovákia Trencséni kerületének közigazgatási egysége. Területe 580 km², lakosainak száma 62 707 (2011), székhelye Vágújhely (Nové Mesto nad Váhom). A járás déli része az egykori Nyitra vármegye, északi része Trencsén vármegye területe volt.

## Népessége
| Év:            | 1994.  | 2004.   | 2014.   | 2024.   |
| -------------- | ------ | ------- | ------- | ------- |
| Emberek száma: | 64 563 | 63 119  | 62 531  | 61 303  |
| Eltérés:       |        | -2,23 % | -0,93 % | -1,96 % |

| Év:            | 2023.  | 2024.   |
| -------------- | ------ | ------- |
| Emberek száma: | 61 349 | 61 303  |
| Eltérés:       |        | -0,07 % |

## A Vágújhelyi járás települései
- Alsószernye (Dolné Srnie)
- Alsóvisnyó (Višňové)
- Beckó (Beckov)
- Bogoszló (Trenčianske Bohuslavice)
- Borsós (Hrachovište)
- Bosác (Bošáca)
- Botfalu (Bzince pod Javorinou)
- Brunóc (Brunovce)
- Császtó (Častkovce)
- Csejte (Čachtice)
- Felsőleszéte (Podolie)
- Felsőszerdahely (Horná Streda)
- Gallyas (Haluzice)
- Kalános (Kalnica)
- Kismodró (Modrovka)
- Kocsóc (Kočovce)
- Lobonya (Lubina)
- Morvamogyoród (Moravské Lieskové)
- Nagymodró (Modrová)
- Nemesváralja (Zemianske Podhradie)

- Ocskó (Očkov)
- Ótura (Stará Turá)
- Patvaróc (Potvorice)
- Pobedény (Pobedim)
- Szentmiklósvölgye (Stará Lehota)
- Temetvény (Hrádok)
- Újbosác (Nová Bošáca)
- Újszabadi (Nová Lehota)
- Vághorka (Hôrka nad Váhom)
- Vágluka (Lúka)
- Vágmosóc (Považany)
- Vágújfalu (Nová Ves nad Váhom)
- Vágújhely (Nové Mesto nad Váhom)
- Vagyóc (Vaďovce)